# Richard Sharples
Richard Christopher Sharples (6 août 1916 - 10 mars 1973) est un homme politique britannique et gouverneur des Bermudes qui est abattu par des assassins liés à un petit groupe militant bermudien Black Power appelé le Black Beret Cadre.

## Carrière
Sharples entre à l'Académie royale militaire de Sandhurst, en 1936 et est nommé dans les gardes gallois. Il épouse Pamela Newall en 1946; ils ont deux fils et deux filles. La famille aime beaucoup le yachting, et c'est la base d'une amitié étroite avec Edward Heath, plus tard Premier ministre. Sharples est élu député conservateur de Sutton et Cheam lors d'une élection partielle de 1954. Après les élections générales de 1970, il est ministre d'État au ministère de l'Intérieur, avant de démissionner de son siège en 1972 pour occuper le poste de gouverneur des Bermudes. Il est assassiné en 1973 par une faction s'associant au mouvement Black Power.
Sa veuve est par la suite nommée à vie la baronne Sharples.

## Assassinat

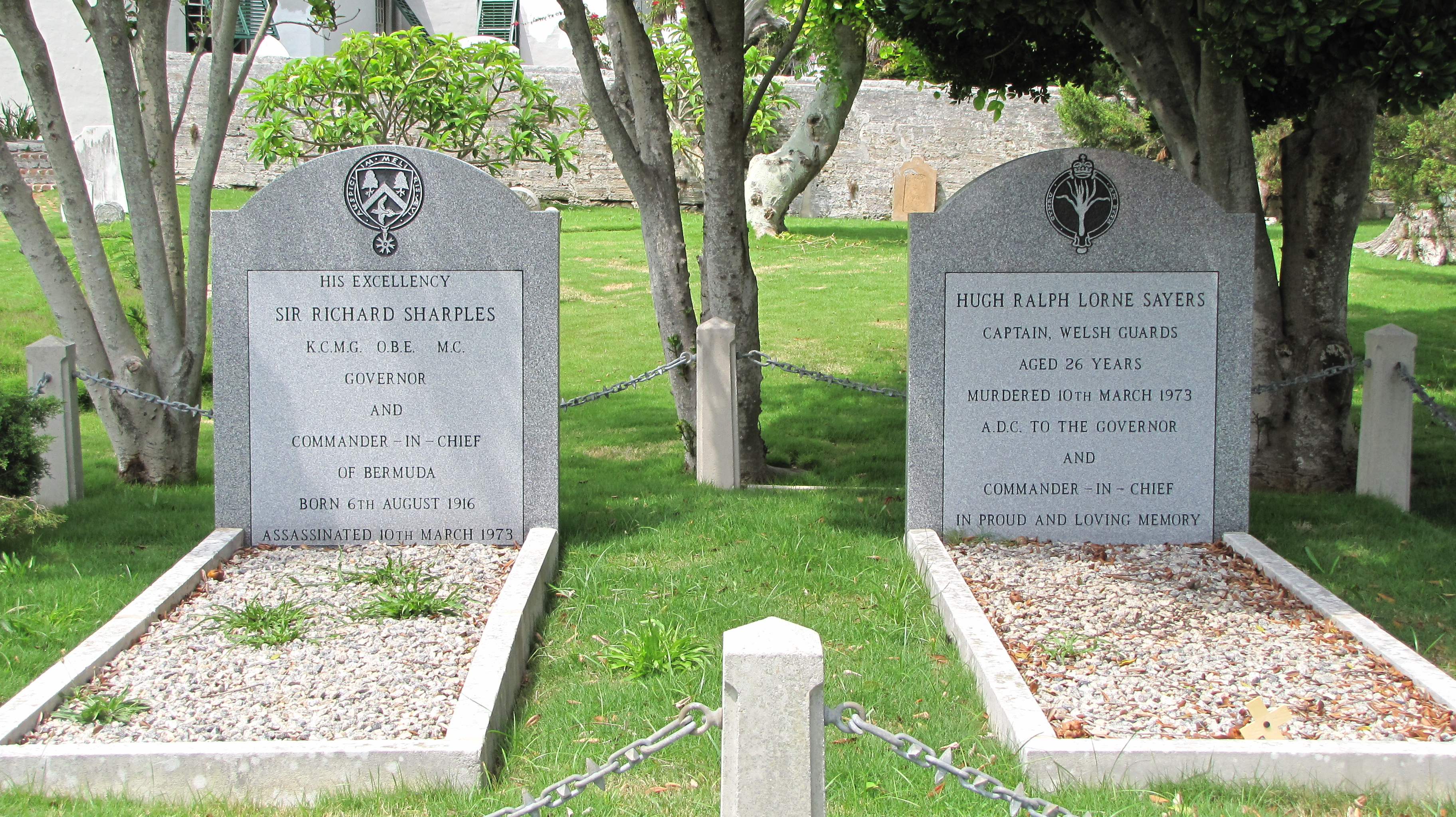
Les tombes de Sharples et Sayers dans le cimetière de l'église Saint-Pierre

Sharples est tué devant la maison du gouvernement des Bermudes dans la soirée du 10 mars 1973. Un dîner informel pour un petit groupe d'invités venait de se terminer, lorsqu'il décide de se promener avec son grand danois, Horsa, et son aide de camp, le capitaine Hugh Sayers des Welsh Guards. Les deux hommes et le chien sont pris en embuscade et abattus devant la résidence du gouverneur.
Sharples est enterré dans le cimetière de l'église St Peter à St George le 16 mars 1973, six jours après son assassinat, avec le capitaine Sayers et le grand danois Horsa.
Des éléments des forces aéroportées de l'armée britannique, qui s'entraînaient au camp Warwick avec le régiment des Bermudes au moment des meurtres, sont appelés pour aider les autorités civiles. Ils ont par la suite assuré la protection des bâtiments gouvernementaux, des fonctionnaires et des dignitaires, ainsi que leur assistance à la police des Bermudes.
La police a lancé une énorme chasse à l'homme et une enquête. Finalement, en 1973, un homme armé nommé Erskine Durrant "Buck" Burrows est arrêté. Il avoue avoir abattu Sharples et Sayers. Lors de son procès, il a également été reconnu coupable du meurtre du commissaire de police des Bermudes George Duckett le 9 septembre 1972 et du meurtre du copropriétaire et du comptable d'un supermarché en avril 1973. Il a été condamné à mort .
Un co-accusé nommé Larry Tacklyn est acquitté d'avoir assassiné Sharples et Sayers, mais est reconnu coupable d'avoir tué Victor Rego et Mark Doe au supermarché du centre commercial en avril 1973. Contrairement à Burrows, qui ne se souciait pas de savoir s'il devait être exécuté, Tacklyn s'attendait à obtenir un sursis de «dernière minute».
Les deux meurtriers sont restés à la prison de Casemates tandis que le processus d'appel pour Tacklyn est porté devant le Conseil privé à Londres.
Les deux hommes sont pendus le 2 décembre 1977 à la prison des Casemates. Un moratoire sur la pendaison était alors en vigueur et, bien que d'autres aient été condamnés à mort dans les années qui ont suivi, personne n'a été exécuté aux Bermudes depuis la Seconde Guerre mondiale. Burrows et Tacklyn seraient les dernières personnes à être exécutées sous la domination britannique partout dans le monde .
Trois jours d'émeutes ont suivi les exécutions. Pendant les émeutes, le régiment des Bermudes s'est avéré trop petit pour remplir son rôle. En conséquence, à la demande du Gouvernement des Bermudes, des soldats du 1er Bataillon du Royal Regiment of Fusiliers sont venus par avion en renfort à la suite des émeutes. Le coût des dommages a été estimé à 2 $ million .